# Gerhard Schnitter
Gerhard Schnitter (* 30. Oktober 1939 in Obercunnersdorf) ist ein deutscher Musiker, Chorleiter und Musikproduzent. Er gilt als einer der vielseitigsten Komponisten des Neuen Geistlichen Liedes sowie christlicher Popmusik in Deutschland.

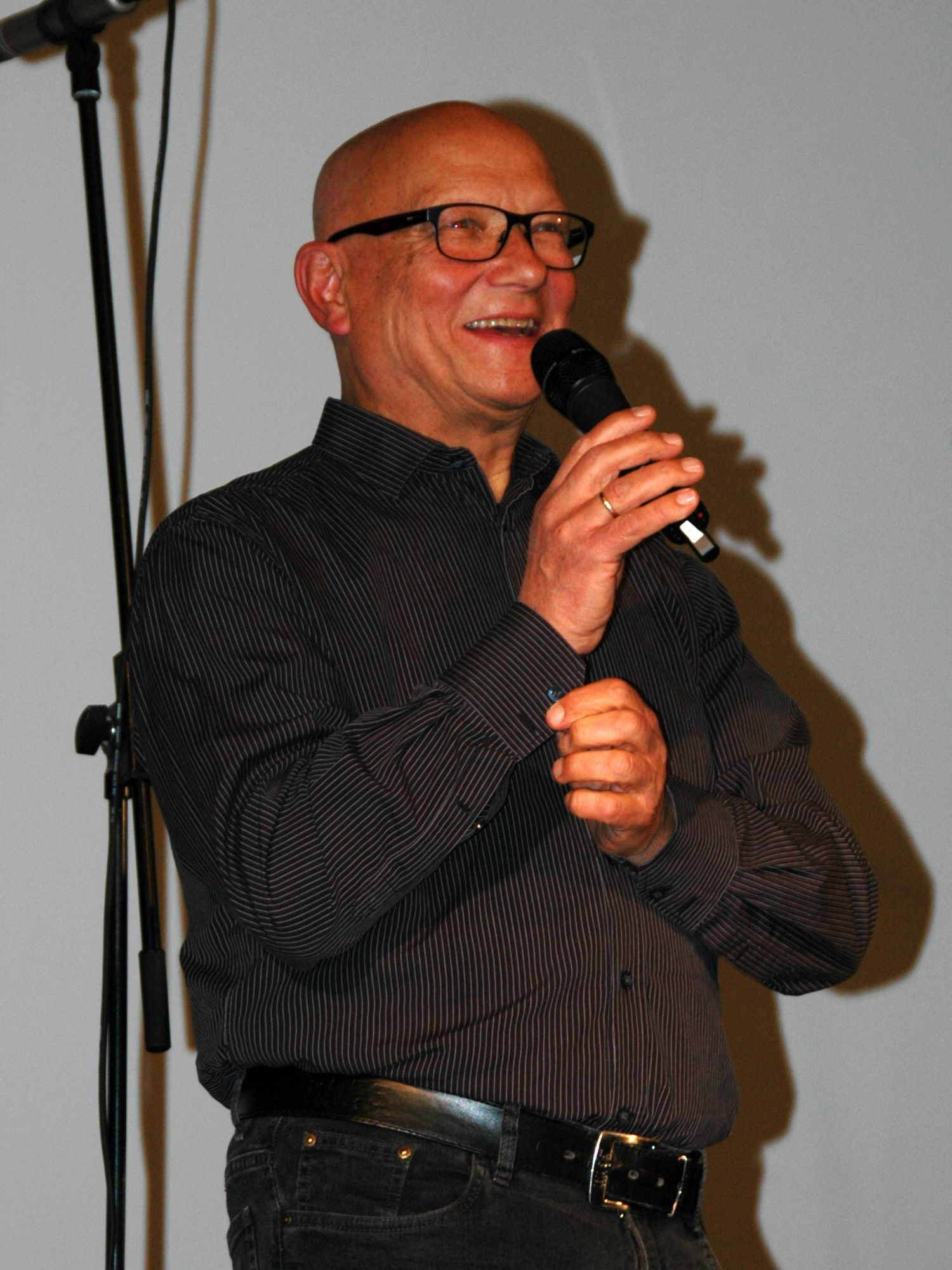
Gerhard Schnitter 2013 in Simmersbach

## Leben
Schnitter wuchs in Obercunnersdorf in der Oberlausitz auf, wo sein Vater, ein studierter Kirchenmusiker, ein Heim der Inneren Mission leitete. In seiner Heimatgemeinde nahm er Klavier- und Orgelunterricht. Im Alter von 17 Jahren absolvierte er zunächst die Facharbeiterprüfung als Tischler, verließ aber im Frühjahr 1957 die DDR und studierte an der Hochschule für Kirchenmusik Herford Kirchenmusik unter anderem bei Wilhelm Ehmann; 1958 wechselte er zum Klavierstudium an die staatliche Stuttgarter Musikhochschule, wo er von Jürgen Uhde, Hermann Reutter und anderen Professoren unterrichtet wurde. Später nahm Schnitter einen Lehrauftrag in Stuttgart wahr.
In den Sechzigerjahren war Schnitter als hauptamtlicher Mitarbeiter in der Gruppenbewegung aktiv, leitete musikalische Aktionen der Bewegung in Deutschland und führte Konzerttourneen unter anderem in den Vereinigten Staaten, in Brasilien und in Indien durch.
1970 kam Schnitter mit dem  Diakonissenmutterhaus Aidlingen in Berührung und begann, mit dem Aidlinger Jugendchor zusammenzuarbeiten. Über viele Jahre leitete er den Chor und war musikalischer Leiter des Aidlinger Pfingstjugendtreffens. Seit dem Beginn der jährlichen Großevangelisation ProChrist 1993 leitete Schnitter auch dort mehrere Jahre lang den Chor.
Von 1980 bis 1995 leitete er die Musikabteilung des  Evangeliums-Rundfunks in Wetzlar, wo er von Johannes Nitsch den ERF Studiochor übernahm, mit dem er Lieder für Radiosendungen einsang. Mit dem Chor ging er auf Konzertreisen, unter anderem in die USA und die Sowjetunion. In dieser Zeit entstanden seine ersten Musicals, wie z. B. Adam & Co und Das Finale.
Viele Jahre wirkte Schnitter als Lektor und Musikproduzent beim Hänssler Verlag. 1996 gründete er in Stuttgart den Chor Time to Sing, mit dem er auch heute noch Konzerte gibt. Ende der Neunzigerjahre gründete er dann Das Solistenensemble, das vor allem Choräle und klassische Chorwerke im Studio einspielte. Als Herausgeber war Schnitter für das Liederbuch Feiern und Loben verantwortlich.
Im Ruhestand begann er 2006 eine musikalische Tätigkeit in Asunción, der Hauptstadt Paraguays, wo er mit seiner Frau und der jüngsten Tochter Rahel zwei Jahre lebte. Er arbeitete dort als Chorleiter in der rund 400 Mitglieder zählenden deutschsprachigen Mennonitengemeinde „Concordia“. Hier entstand auch sein jüngstes Schauspiel Das Weihnachtswunder.

## Diskografie

### ERF StudiochorundTime to Sing
| Jahr | Titel                          | Untertitel                                      | Künstler | Label                     |
| 1981 | Freude am Singen 1             |                                                 | ERF Studiochor | ERF-Verlag                |
| 1982 | Verleih uns Frieden gnädiglich | Martin Luther als Dichter und Sänger            | Hannelore Finkbeiner; Wolfgang Isenhardt; Wilhelm Pommerien; ERF Studiochor | S&G                       |
| 1982 | Freude am Singen 2             |                                                 | ERF Studiochor; Wetzlarer Jugendchor; Jugendchor Aidlingen; Jubilate-Chor; Evangeliumschor Stuttgart; Gemeinschaftschor Rechtenbach; Gemeinschaftschor Ulmtal-Allendorf                                            | ERF-Verlag                |
| 1983 | Du bist unsre Zuversicht       | Die schönsten Lieder von Gerhard Schnitter      | Aleksandra Sudzilovskij; Yukio Imanaka; ERF Studiochor | Hänssler Music            |
| 1983 | Freude am Singen 3             |                                                 | ERF Studiochor; Wir-singen-für-Jesus-Chor; Jubilate-Chor; Wetzlarer Jugendchor; Jugendchor der FeG Siegen; Chor der Christlichen Bäckervereinigung Stuttgart; Gemeinschaftschor Ulmtal-Allendorf; Jugendkreis Leun | ERF-Verlag                |
| 1984 | Freude am Singen 4             |                                                 | ERF Studiochor; Jugendchor der FeG Hannover; Gemischter Chor der FeG Gießen; Ninive; Jugendchor Rechtenbach; Chor der FeG Rehe; Wetzlarer Jugendchor                                                               | ERF-Verlag                |
| 1985 | Freude am Singen 5             |                                                 | ERF Studiochor | ERF-Verlag                |
| 1986 | Dein Wort, mein Lied           | Vertonte Bibelworte                             | Aleksandra Sudzilovskij; ERF Studiochor | ERF-Verlag                |
| 1986 | Freude am Singen 6             |                                                 | ERF Studiochor; Jugendchor Aidlingen; Chor des Evangelischen Sängerbundes | ERF-Verlag                |
| 1987 | Freude am Singen 7             |                                                 | ERF Studiochor | ERF-Verlag                |
| 1988 | Freude                         | ERF-Singtour                                    | Christine Plößer; Edmundo Lemaitre; Chor der ERF-Singtour | ERF-Verlag                |
| 19?? | Durch alle Zeiten              | Jugendchorlieder                                | Edmundo Lemaitre; ERF Studiochor | ERF-Verlag                |
| 19?? | Paul-Gerhardt-Lieder           |                                                 | Hannelore Finkbeiner; Eddie Gauntt; ERF Studiochor | ERF-Verlag                |
| 1988 | Freude am Singen 8             |                                                 | ERF Studiochor; Leuner Kinderchor; Jugendchor Aidlingen | ERF-Verlag                |
| 198? | Die Weihnachtsfreude           |                                                 | Yukio Imanaka; Eddie Gauntt; ERF Studiochor | ERF-Verlag                |
| 1990 | Käte-Walter-Lieder             |                                                 | Hannelore Finkbeiner; Joachim Duske; ERF Studiochor | ERF Medien                |
| 1990 | Ein Stern geht auf             | Weihnachtslieder für die ganze Familie          | Christine Plößer; Leuner Kinderchor; ERF Studiochor | ERF-Verlag                |
| 1991 | Adam und Co.                   | Musical                                         | ERF Studiochor | ERF-Verlag                |
| 1994 | Kommt, singt mit Freuden       | Mosaik-Lieder der Jesus-Bruderschaft Gnadenthal | ERF Studiochor | ERF-Verlag                |
| 1994 | Beliebte Choräle               |                                                 | Joachim Duske; ERF Studiochor | ERF-Verlag                |
| 1994 | Abendlieder                    |                                                 | James Doing; Matthias Mäder; ERF Studiochor | ERF-Verlag                |
| 1994 | Wunschlieder 1                 |                                                 | Hannelore Finkbeiner; James Doing; ERF Studiochor | ERF-Verlag                |
| 1995 | Wunschlieder 2                 |                                                 | Hannelore Finkbeiner; James Doing; ERF Studiochor | ERF-Verlag                |
| 1995 | Singing Around The World       | ERF Choir Tour                                  | Edmundo Lemaitre; Chor der ERF Singtour | ERF-Verlag                |
| 1995 | Jetzt, bitte … mitsingen       |                                                 | Heidi Bieber; Matthias Mäder; ERF Studiochor | Hänssler Music ERF-Verlag |
| 1996 | Hör zu, sing mit               |                                                 | Heidi Bieber; Manfred Siebald; ERF Studiochor | Hänssler Music            |
| 1996 | Licht im Dunkel                | Weihnachts(p)o(p)ratorium                       | Heidi Bieber; Andy Volz; Michael Fajgel; Hauke Hartmann; ERF Studiochor | Hänssler Music            |
| 1997 | Das Finale                     | Musical                                         | Heiko Bräuning; ERF Studiochor | Hänssler Music            |
| 1997 | Dabeisein – mitsingen          | Pro Christ 1997                                 | Heiko Bräuning; Lutz Scheufler; Andreas Volz; Pro-Christ-Chor Nürnberg | Hänssler Music            |
| 1997 | Der Himmel steht offen         | Weihnachtslieder von Peter Strauch              | Heidi Bieber; Frieder Jost; Hauke Hartmann; Time to Sing | Hänssler Music            |
| 1998 | Let the Praise Begin           | CD zum Liederbuch Singt das Lied der Lieder 4   | Time to Sing; Christians at Work; Die Brückenbauer; Die Wasserträger; I-Punkt; Kennzeichen C | Hänssler Music            |
| 1998 | Let the Praise Begin 2         | CD zum Liederbuch Singt das Lied der Lieder 4   | Time to Sing; ERF Studiochor; Jugendchor Hüttenberg; Christians at Work; Die Brückenbauer; Kennzeichen C | Hänssler Music            |
| 1999 | Gott ist da!                   | Pro Christ 2000                                 | Pro-Christ-Chor 2000 | Hänssler Music            |
| 2000 | Mar(r)yland                    | Oder: Bis ans Ende der Welt. Musical            | Time to Sing | Hänssler Music            |
| 2000 | Hoffnung atmen                 | Neue Chorlieder                                 | Daniela Jooß-Kesselmeyer; Time to Sing | Hänssler Music            |
| 2003 | Singt ein Lied von Gott        | Feiern und loben 1                              | Time to Sing | Hänssler Music            |
| 2003 | Weihnachtsfreude               | Feiern und loben 2                              | Time to Sing | Hänssler Music            |
| 2004 | Dass er lebt                   | Feiern und loben 3                              | Time to Sing | Hänssler Music            |
| 2004 | Zuflucht und Stärke            | Feiern und loben 4                              | Time to Sing | Hänssler Music            |
| 2004 | Nah dran                       | Die neuen Lieder                                | Time to Sing | Hänssler Music            |
| 2009 | Immer Jesus                    | Neue Hoffnungslieder                            | Die Acht | Hänssler Music            |
| 2009 | Das Weihnachtswunder           | Lieder und Chöre aus dem Weihnachtschoratorium  | Time to Sing | Hänssler Music            |

### Das Solistenensemble
Das Solistenensemble, besetzt mit Sängerinnen und Sängern wie Hannelore Finkbeiner, Daniela Jooß-Kesselmeyer und Joachim Duske, scharte Gerhard Schnitter ab 1999 regelmäßig um sich für Einspielungen klassischer Choräle und geistlicher Lieder, meist a cappella.
| Jahr | Titel                           | Untertitel                                                        | Künstler             | Verlag         |
| 1999 | Auf Adlers Flügeln getragen     | Heils- und Glaubenslieder                                         | Das Solistenensemble | Hänssler Music |
| 2000 | Befiehl du deine Wege           | Die schönsten Lieder von Paul Gerhardt                            | Das Solistenensemble | Hänssler Music |
| 2001 | Mir ist Erbarmung widerfahren   | Die schönsten Lieder von Philipp Friedrich Hiller                 | Das Solistenensemble | Hänssler Music |
| 2002 | Gott ist gegenwärtig            | Die schönsten Lieder von Gerhard Tersteegen                       | Das Solistenensemble | Hänssler Music |
| 2002 | Herz und Herz vereint zusammen  | Die schönsten Lieder von Nikolaus Ludwig Graf von Zinzendorf      | Das Solistenensemble | Hänssler Music |
| 2003 | Ja, ich will euch tragen        | Die schönsten Lieder von Jochen Klepper und seinen Zeitgenossen   | Das Solistenensemble | Hänssler Music |
| 2004 | Am Himmel hell und klar         | Die schönsten Lieder von Mathias Claudius und seinen Zeitgenossen | Das Solistenensemble | Hänssler Music |
| 2004 | Vom Himmel hoch                 | Die schönsten Weihnachtschoräle                                   | Das Solistenensemble | Hänssler Music |
| 2005 | Lobe den Herren                 | Die schönsten Loblieder und -choräle                              | Das Solistenensemble | Hänssler Music |
| 2005 | Macht hoch die Tür              | Lieder zum Advent                                                 | Das Solistenensemble | Hänssler Music |
| 2006 | O Haupt voll Blut und Wunden    | Lieder zur Passion                                                | Das Solistenensemble | Hänssler Music |
| 2006 | Gott wird dich tragen           | Glaubens- und Trostlieder                                         | Das Solistenensemble | Hänssler Music |
| 2007 | Christ ist erstanden            | Lieder zum Osterfest                                              | Das Solistenensemble | Hänssler Music |
| 2015 | Was Gott tut, das ist wohlgetan | 14 mutmachende Choräle                                            | Das Solistenensemble | Hänssler Music |

### Tribut-Album
Der amerikanische Arrangeur und Musikproduzent Tom Keene veröffentlichte in Zusammenarbeit mit Klaus Heizmann eine Instrumentale Reihe mit Liedern bekannter deutscher christlicher Komponisten. Neben Margret Birkenfeld, Peter Strauch, Manfred Siebald und Siegfried Fietz wurde eine Folge auch den erfolgreichsten Liedern Gerhard Schnitters gewidmet.
| Jahr | Titel  | Künstler  | Verlag |
| ---- | ------ | --------- | ------ |
| 1996 | Freude | Tom Keene | S&G    |

## Werke

### Musicals/Szenische Stücke
- Vaterballade / Die Geschichte von dem Vater (1987)
- Adam & Co (1990)
- Das Finale (1995)
- Weihnachts-POPratorium – Licht im Dunkel (1996)
- Mar(r)yland … oder bis ans Ende der Welt (2000)
- Nah dran (2005)
- Das Weihnachtswunder. Ein szenisches WeihnachtsCHORatorium (2007)

### Lieder
Gerhard Schnitter schrieb viele Lieder mit christlichem Inhalt, von denen zahlreiche in Liederbüchern wie Feiert Jesus! oder Ich will dir danken! abgedruckt sind.
 Seine Vertonung Herr, lehre uns, dass wir sterben müssen hat auch Eingang in das Gotteslob gefunden (Nr. 508). Zu seinen bekanntesten Liedern zählen unter anderem:
- Groß ist dein Name
- Du gibst das Leben
- Du bist unsre Zuversicht
- Jesus, dir nach, weil du rufst
- Aber der Herr ist immer noch größer
- Schalom, Schalom, der Herr segne uns

Ferner vertonte er etliche Jahreslosungen.